# Alfons von Clary und Aldringen

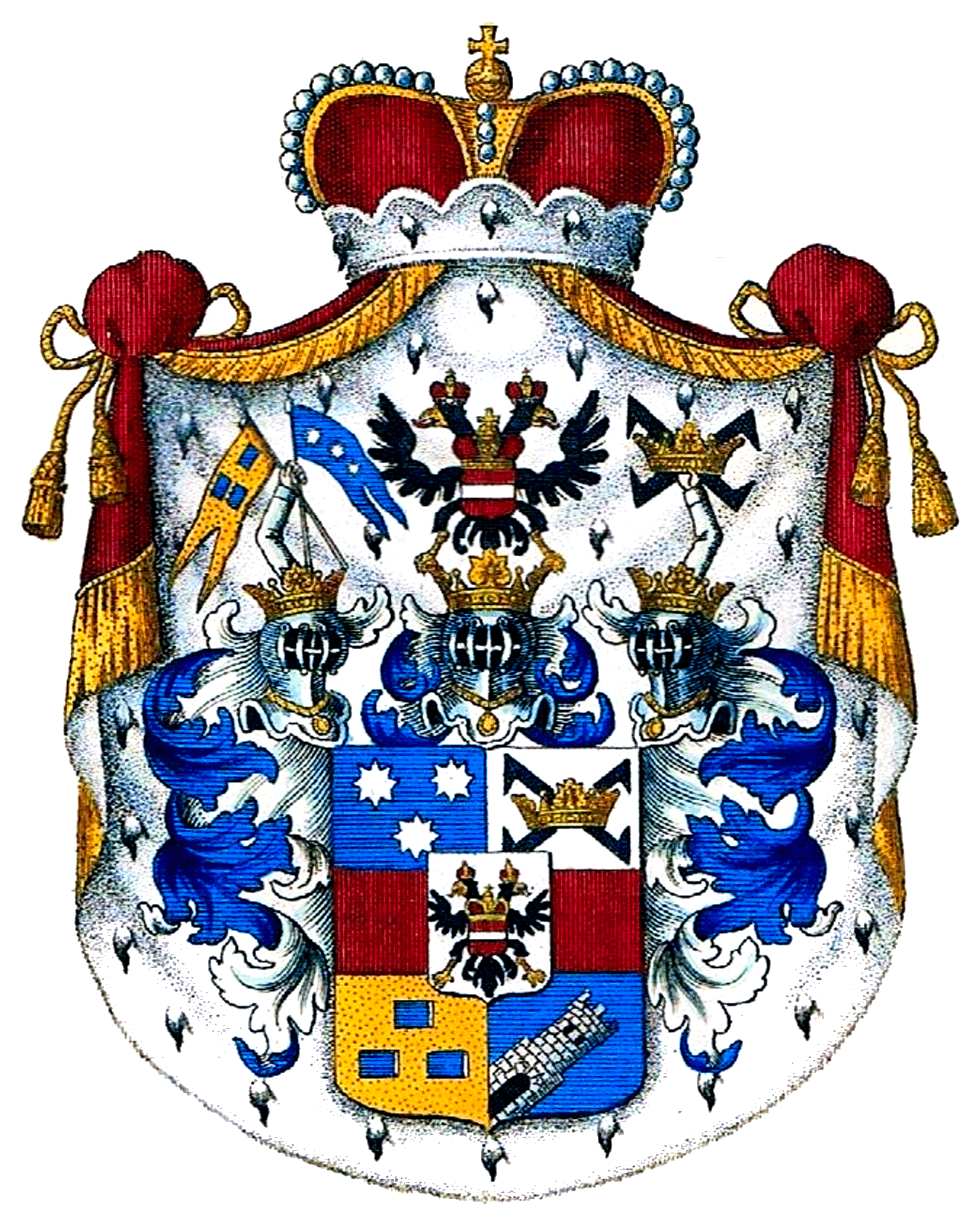
Wappen der Fürsten von Clary und Aldringen

Alfons von Clary und Aldringen (vollständiger Name: Alfons Maria Edmund Friedrich Karl Joseph Aloisius Gregor von Clary und Aldringen) (* 12. März 1887 in Dresden; † 6. Oktober 1978 in Venedig) war ein böhmisch-österreichischer Adliger und 7. Fürst der älteren Linie des Hauses Clary und Aldringen. Er war der letzte Besitzer der Grundherrschaft Teplitz mit Sitz auf Schloss Teplitz in Nordböhmen.

## Vorfahren
Die Vorfahren des böhmischen Fürstengeschlechts von Clary und Aldringen stammen aus Oberitalien. Franz Clary de Riva († 1664/65) wurde 1641 zum böhmischen Freiherrn und 1664 zum Reichsfreiherrn ernannt. Dessen Sohn Hieronymus von Clary (1610–1671) wurde 1666 zum böhmischen Grafen von Clary und Aldringen ernannt und gilt als Stammvater des Geschlechts Clary und Aldringen. Franz Wenzel Graf von Clary und Aldringen (1706–1788) wurde 1767 zum Reichsfürsten ernannt.

## Leben und Wirken

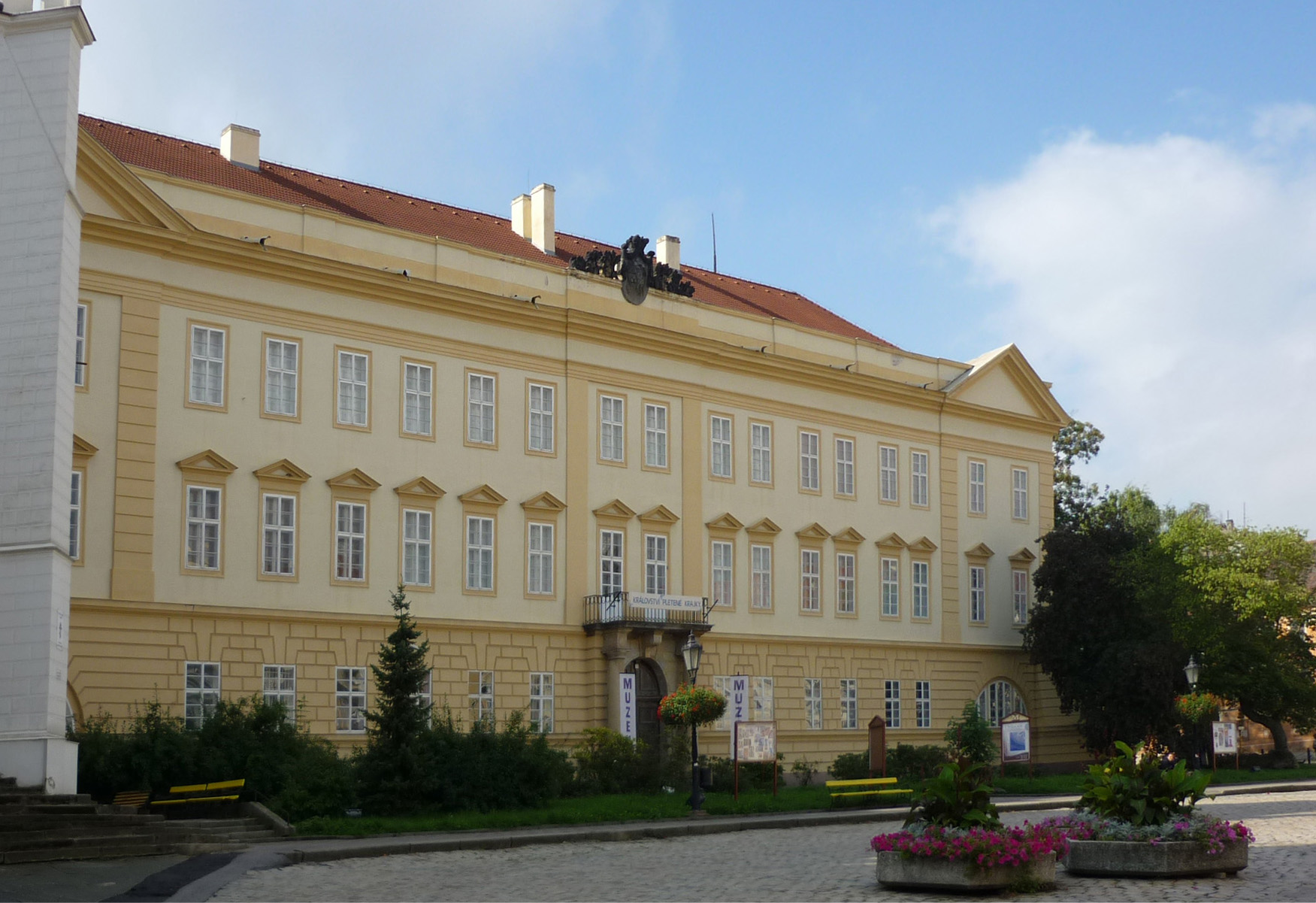
Schloss Teplitz

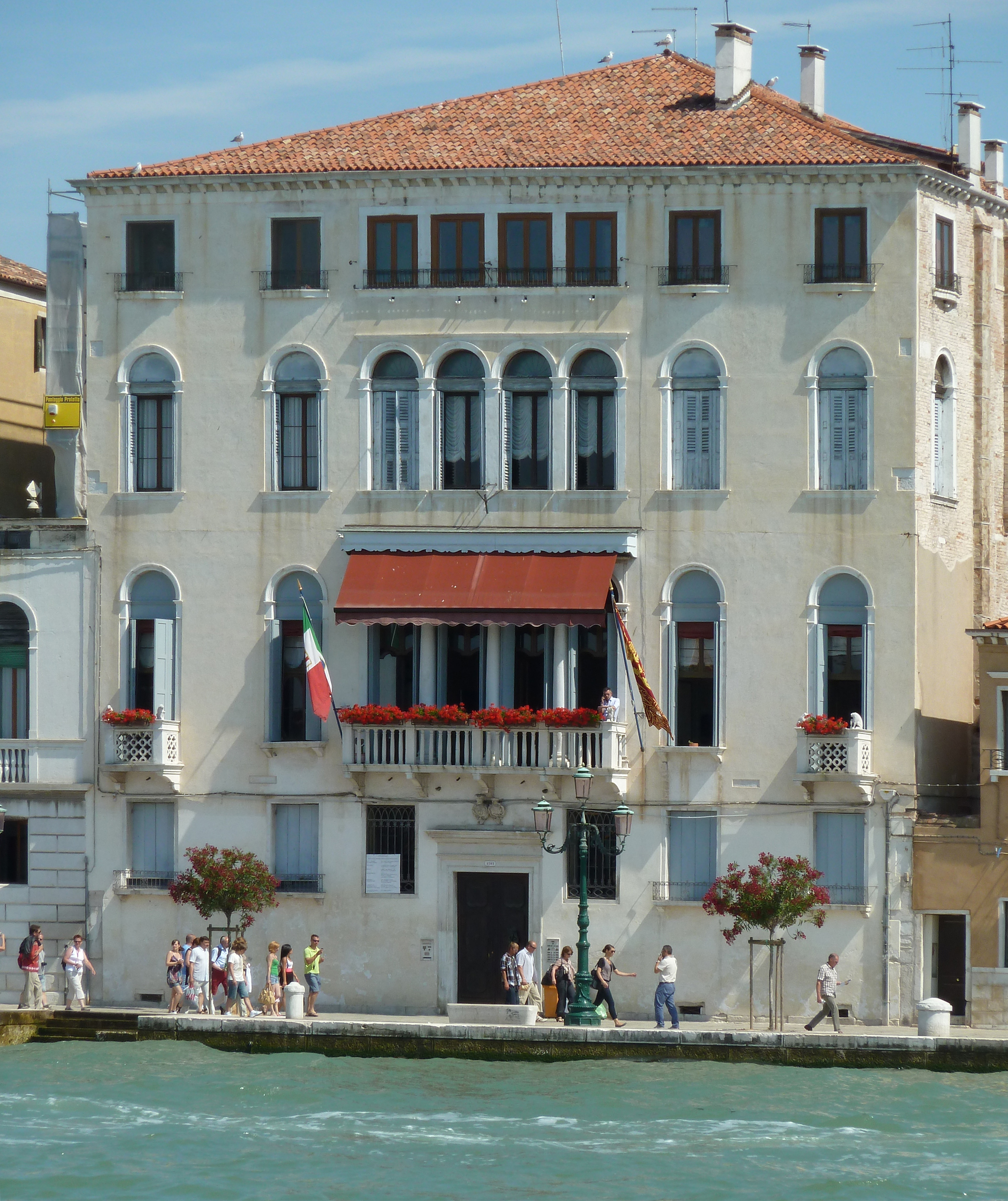
Palazzo Clary-Ficquelmont in Venedig, Dorsoduro, seit 1855 im Besitz der Fürsten von Clary und Aldringen

Alfons von Clary und Aldringen war der Sohn von Fürst Siegfried von Clary und Aldringen (1848–1929) und dessen Ehefrau Therese Marie, geb. Kinsky von Wchinitz und Tettau (1867–1943). Fürst Alfons war promovierter Jurist, kaiserlich und königlicher Kämmerer sowie Ehren- und Devotionsritter des souveränen Malteser-Ritterordens.
Während des Ersten Weltkriegs war er als Offizier der österreichisch-ungarischen Armee an der russischen Front und wurde dort mit einer Goldmedaille für Tapferkeit ausgezeichnet. Im Jahr 1920 wurde er von seinem Onkel Carlos Borromäus Fürst von Clary und Aldringen (1844–1920), als Erbe der Grundherrschaft Teplitz eingesetzt und war dann Herr auf Gut Teplitz mit Graupen und Hohenleipa. 
Er bemühte sich um die Sanierung der Familienbetriebe, zu denen Wälder und Meierhöfe, eine große Brauerei, ein Kurbetrieb mit Bädern, Kurhäusern, Restaurants und Cafés, eine Kohlengrube, zwei Sägewerke, eine Ziegelei, ein Kalkwerk und eine Holzverarbeitungsfabrik gehörten. Er führte dann bis 1930 auch die Verhandlungen über den Umfang der Bodenreform, einschl. Zwangsverkauf einiger Ländereien und Abschaffung der traditionellen Form des Fideikommiss. 
Im Jahr 1922 war er Mitbegründer und Leiter der sudetendeutschen Organisation Deutsche Liga für Völkerbund und Völkerverständigung in der Tschechoslowakischen Republik, die mit dem Völkerbund in Genf kooperierte. 
Am Ende des Zweiten Weltkriegs verließ er die Tschechoslowakei, wo sein gesamter Besitz 1945 enteignet wurde, ging zunächst nach Westdeutschland und ließ sich 1948 in Venedig nieder. 
Seine Memoiren „Geschichten eines alten Österreichers“ aus dem Jahr 1977 erschienen 2002 auch auf Tschechisch unter dem Titel Vůně vzpomínek („Duft der Erinnerungen“). 

## Ehe und Nachkommen
Im Jahr 1916 heiratete er Ludwine Gräfin von und zu Eltz (* 15. August 1894 in Eltville; † 4. April 1984 in Venedig).
Aus der Ehe gingen vier Kinder hervor: 
- Hieronymus von Clary und Aldringen (* 27. August 1917 in Teplitz; † 28. Juli 1941 in Sokolowka)
- Marcus Fürst von Clary und Aldringen (* 1. September 1919 in Teplitz; † 1. März 2007 in Bonita Springs), 8. Fürst von Clary und Aldringen
- Karl von Clary und Aldringen (* 14. März 1921 in Teplitz; † 14. Dezember 1944 in Koprivnica)
- Elisalex von Clary und Aldringen (* 4. Februar 1923 in Teplitz; † 24. September 1990 Rom)

## Ehemalige Besitzungen

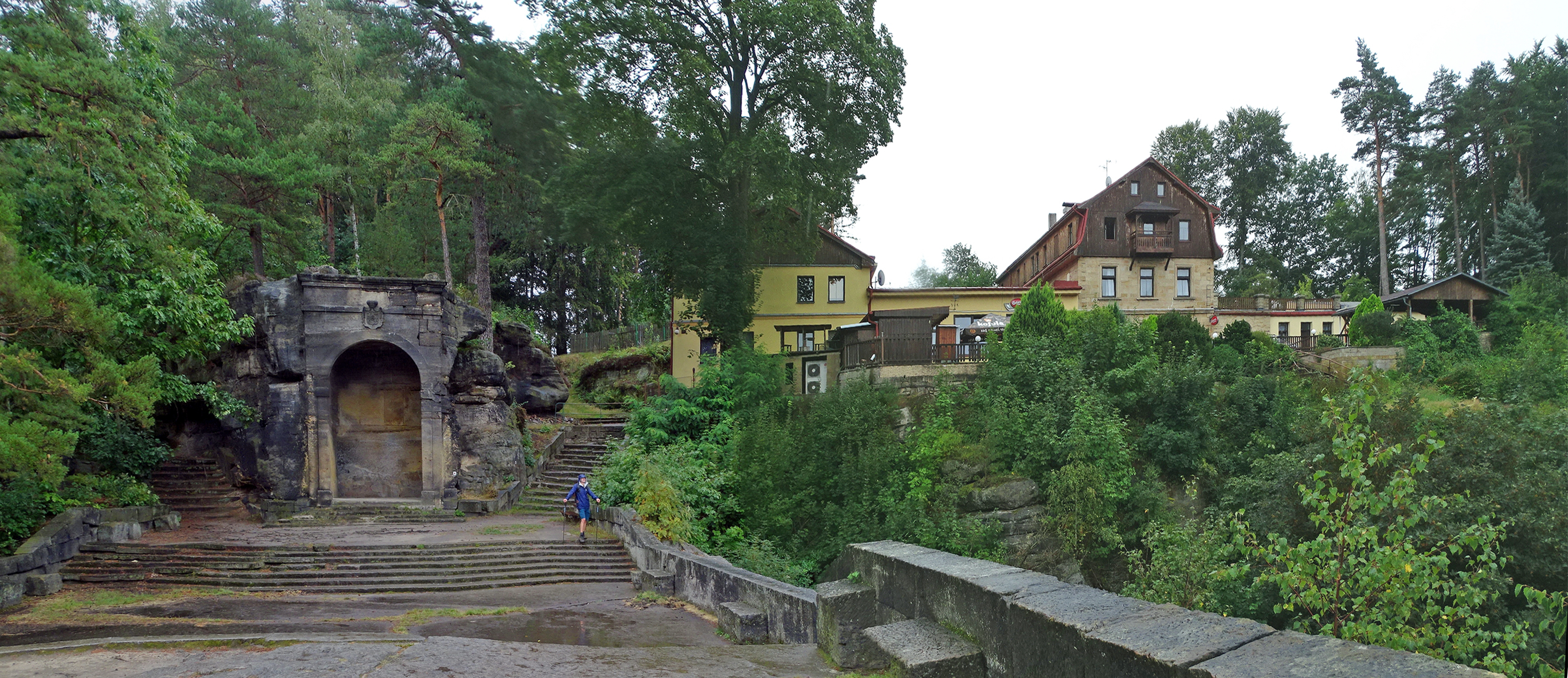
Hotel Belvedere in Elbleiten

Zur Herrschaft Teplitz der Clary und Aldringen gehörten u. a. die folgenden Besitzungen: 
- das Schloss Teplitz und die Brauerei in Turn
- die Burg Graupen (Hrad Krupka) in Graupen
- das Theresienbad (Tereziny lázně Dubí) und die durch Carlos Borromäus Fürst von Clary und Aldringen nach venezianischem Vorbild erbaute Kirche der Unbefleckten Empfängnis Mariä in Eichwald (Dubí)
- das Herrenhaus in Herrnskretschen (Hřensko), im Besitz bis 1932, 1938 abgerissen
- das Belvedere in Elbleiten (Belvedér Labská Stráň) und das Herrenhaus in Binsdorf (Bynovec)
- das Jagdschloss (Zámeček Vysoká Lípa) in Hohenleipa.[6] In der Nähe von Hohenleipa befindet sich auch ein Gedenkstein für den gefallenen Sohn Hieronymus mit der Inschrift: „Zum ewigen Andenken an / Hieronymus Grafen Clary und Aldringen / Leutnant im eigenen Panzer-Regiment / gefallen am 28. Juli 1941 / bei Sokolowka in der Ukraine / im 24. Lebensjahre – RIP.“[7]
- Palais Mollard-Clary in Wien, Herrengasse 9, im Besitz bis 1922
- Palazzo Clary-Ficquelmont in Venedig, Dorsoduro, Zattere 1392

## Wappen
Das Wappen des Fürsten von Clary und Aldringen (Reichsfürstenstand von 1767, die Nachgeborenen führen den Namen Graf bzw. Gräfin von Clary und Aldringen): Geviert mit rotem Balken und mit goldenem Herzschild belegt, darin ein gekrönter schwarzer Doppeladler mit österreichischem Bindenschild, darauf ein schwarzes F und über dem Bindenschild ein Erzherzogshut; Feld 1: in Blau drei (2:1) goldene Sterne, Feld 2: in Gold zwei durch eine Blätterkrone gesteckte schwarze Doppelhaken (beide Felder: Aldringen), Feld 3: in Gold drei (1:2) blaue Würfel, Feld 4: in Blau ein schräg-links gestellter silberner Turm (beide Felder: Clary); dazu gehören drei Helme mit blau-silbernen Decken: 1. ein silbern gekleideter Arm mit zwei gekreuzten, wie Felder 3 und 1 bezeichneten Fahnen in der Hand, 2. der Doppeladler des Herzschildes, 3. ein silbern gekleideter Arm mit dem Bild aus Feld 2 in der Hand; Fürstenhut und -mantel.